# 富浦駅 (北海道)
富浦駅（とみうらえき）は、北海道登別市富浦町2丁目にある北海道旅客鉄道（JR北海道）室蘭本線の駅である。事務管理コードは▲130316。

## 歴史
当地では簡易乗降場の設置が長年要望されており、幌別町（当時）当局でも繰り返し国鉄に対し設置要望活動を行っていた。

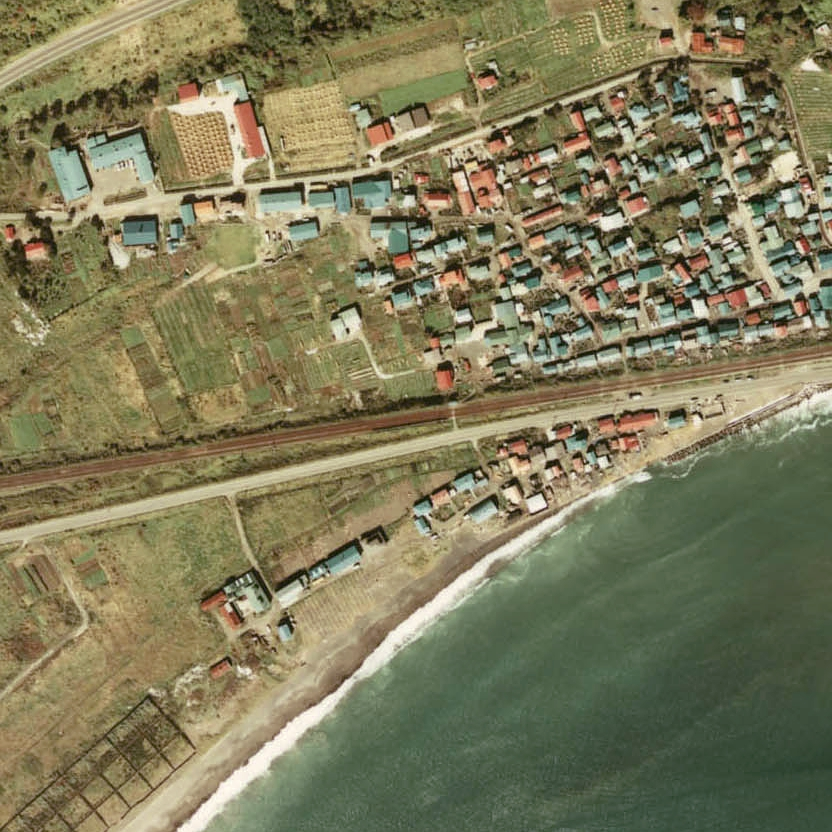
1976年の富浦駅と周囲約500m範囲。左が東室蘭方面。

### 年表
- 1951年（昭和26年）6月：幌別町が再三にわたる富浦地区への乗降場設置要望活動を国鉄に対し行う[3]。
- 1952年（昭和27年）9月：国鉄が乗降場の設置を許可するが、地域住民が要望した現駅付近ではなく、約1 km 幌別方の富浦市街地の外れへの設置許可であり、引き続き国鉄と設置場所について交渉が行われる[3]。
- 1953年（昭和28年）
  - 4月：国鉄から現在の位置での設置が許可される[3]。
  - 12月20日：日本国有鉄道の駅として開業[1]。駅員無配置[3]。旅客のみ取扱い[1][4][2]。
- 1987年（昭和62年）4月1日：国鉄分割民営化によりJR北海道に継承[1]。

### 駅名の由来
地名より。
もともと当地は「蘭法華（らんぼっけ）」という地名であったが、「字が難しい」として、1934年（昭和9年）の字名改正・境界整理に伴い、「『漁業の豊かな入り江』になることを願って」当地の字が「富浦」となり、これが駅名となった。その後、1974年（昭和49年）にも町名地番改正を実施しているが、この時にも名称が引き継がれ、現在当地の町名は「富浦町」となっているが、。
「蘭法華」の名称はアイヌ語に由来し、同地の東側にアイヌ語で「リフㇽカ（ri-hur-ka）」と呼ばれた丘陵があり、そこから和名で通称「七曲りの坂」と呼ばれた急坂を下りたところに、アイヌ語で「ランポッケ（ran-pok-ke）」（坂・の下・の処）あるいは「ランポㇰ（ran-pok）」（坂の・下）と呼ばれたアイヌのコタン（村）があったことによる名称である。これに和人によって「蘭法華」の字が当てられた。

## 駅構造
相対式ホーム2面2線をもつ地上駅。無人駅である。対面ホームへは構内踏切を渡る。駅舎はなく、待合所があるのみである。開設から現在に至るまで登別駅の管理下に置かれている。

### のりば
| ホーム | 路線      | 方向 | 行先             |
| ------ | --------- | ---- | ---------------- |
| 北側   | ■室蘭本線 | 下り | 登別・苫小牧方面 |
| 南側   | ■室蘭本線 | 上り | 東室蘭・室蘭方面 |

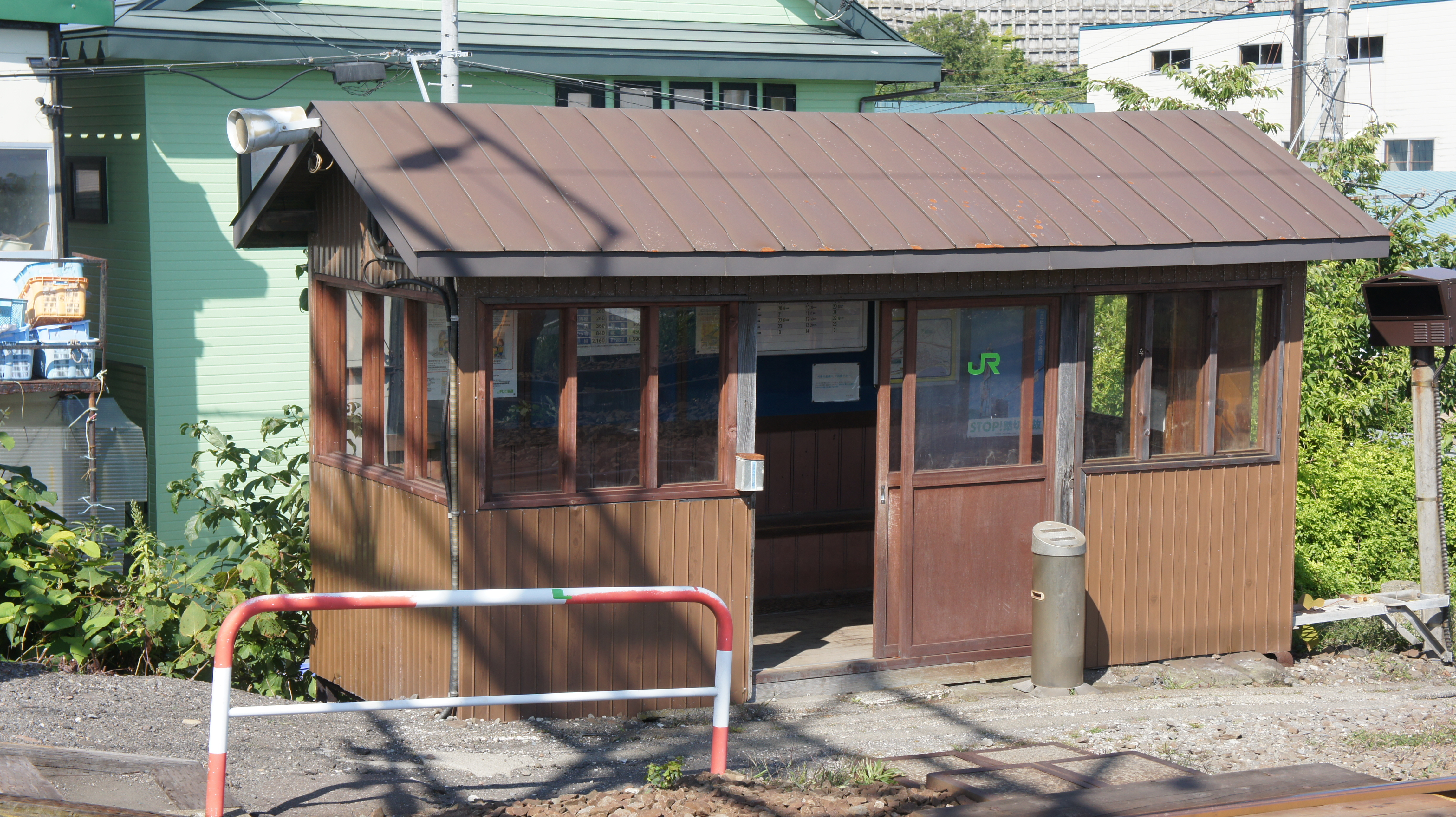
待合室（2017年9月）
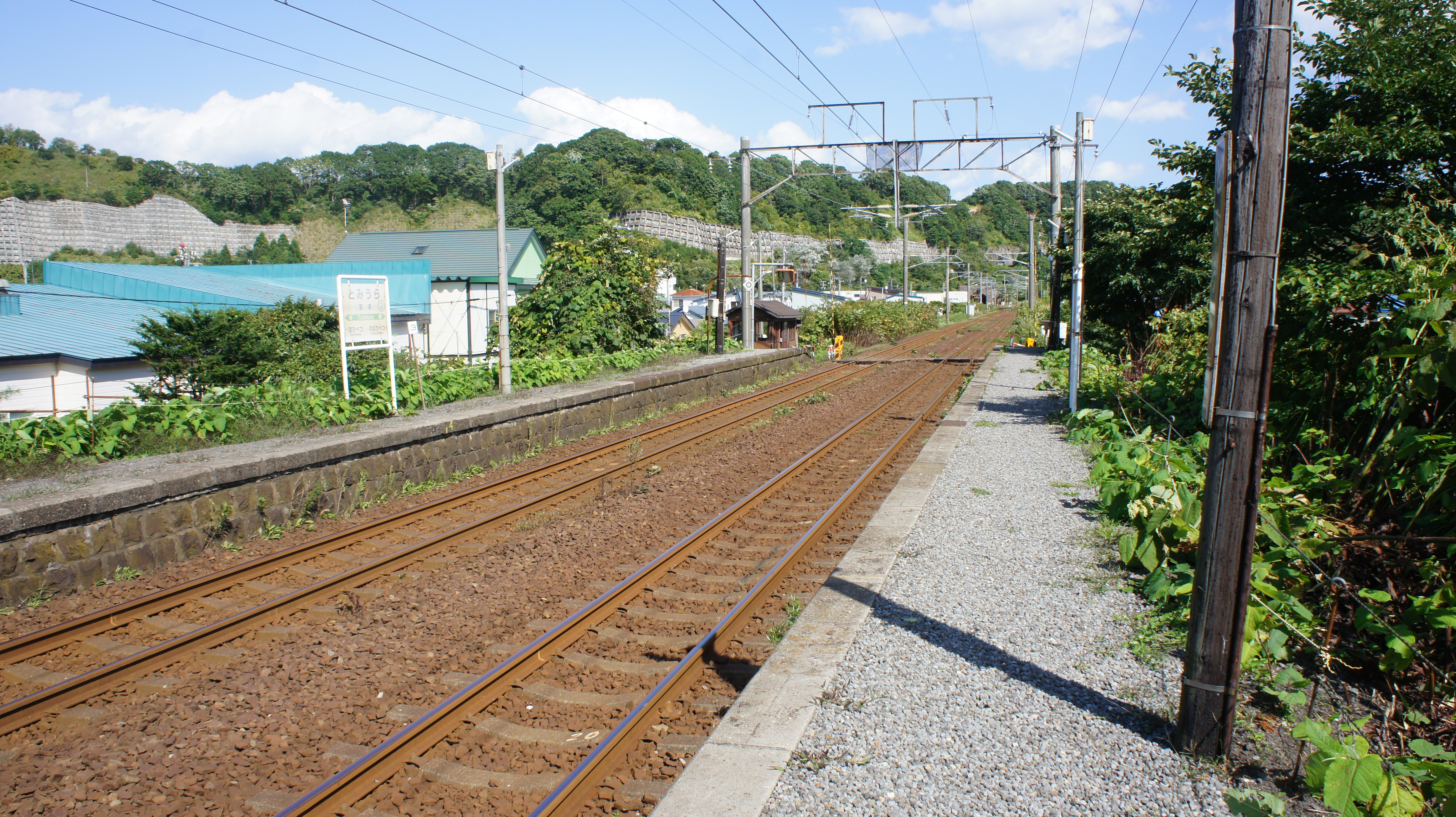
ホーム（2017年9月）
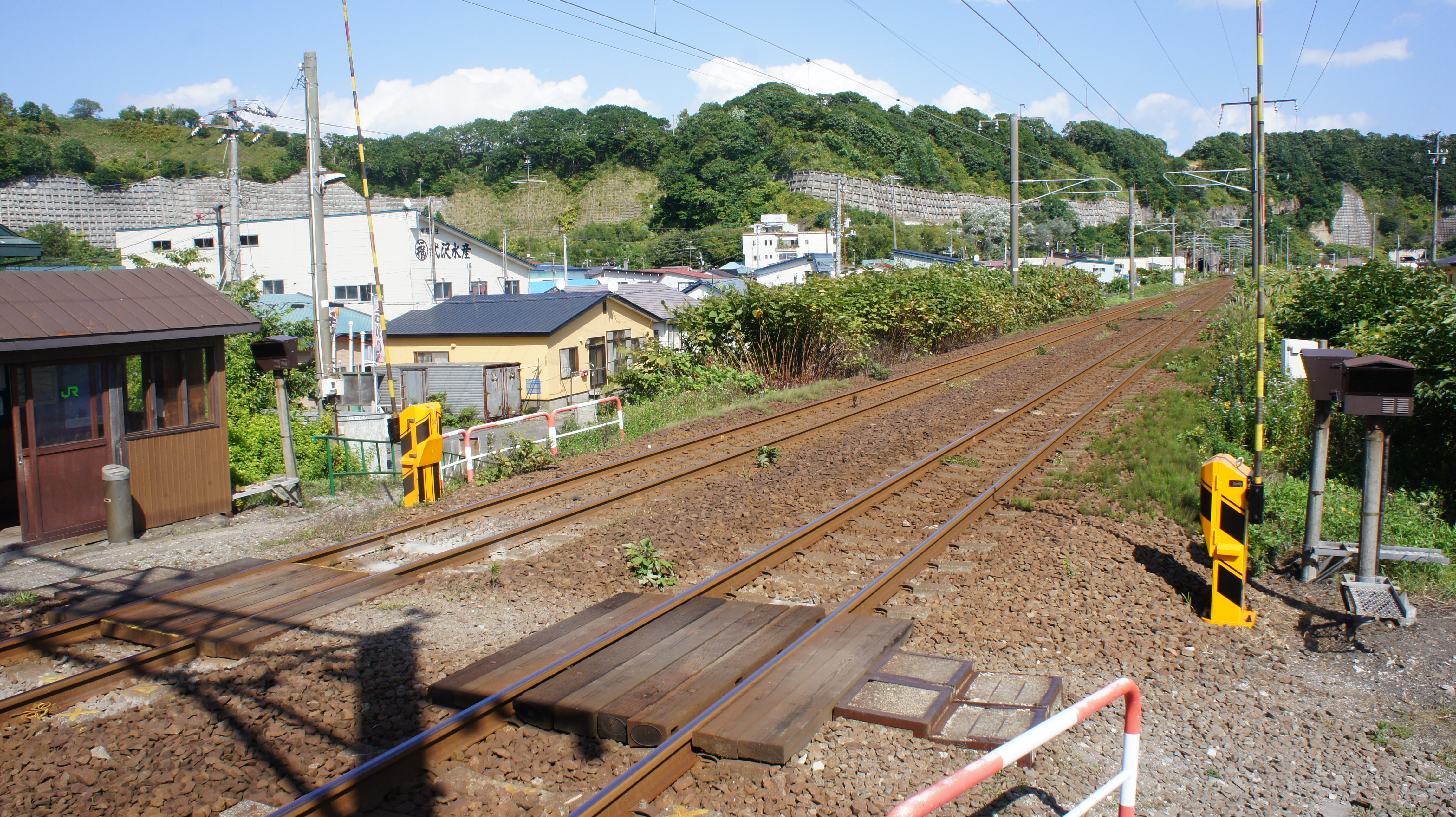
構内踏切（2017年9月）
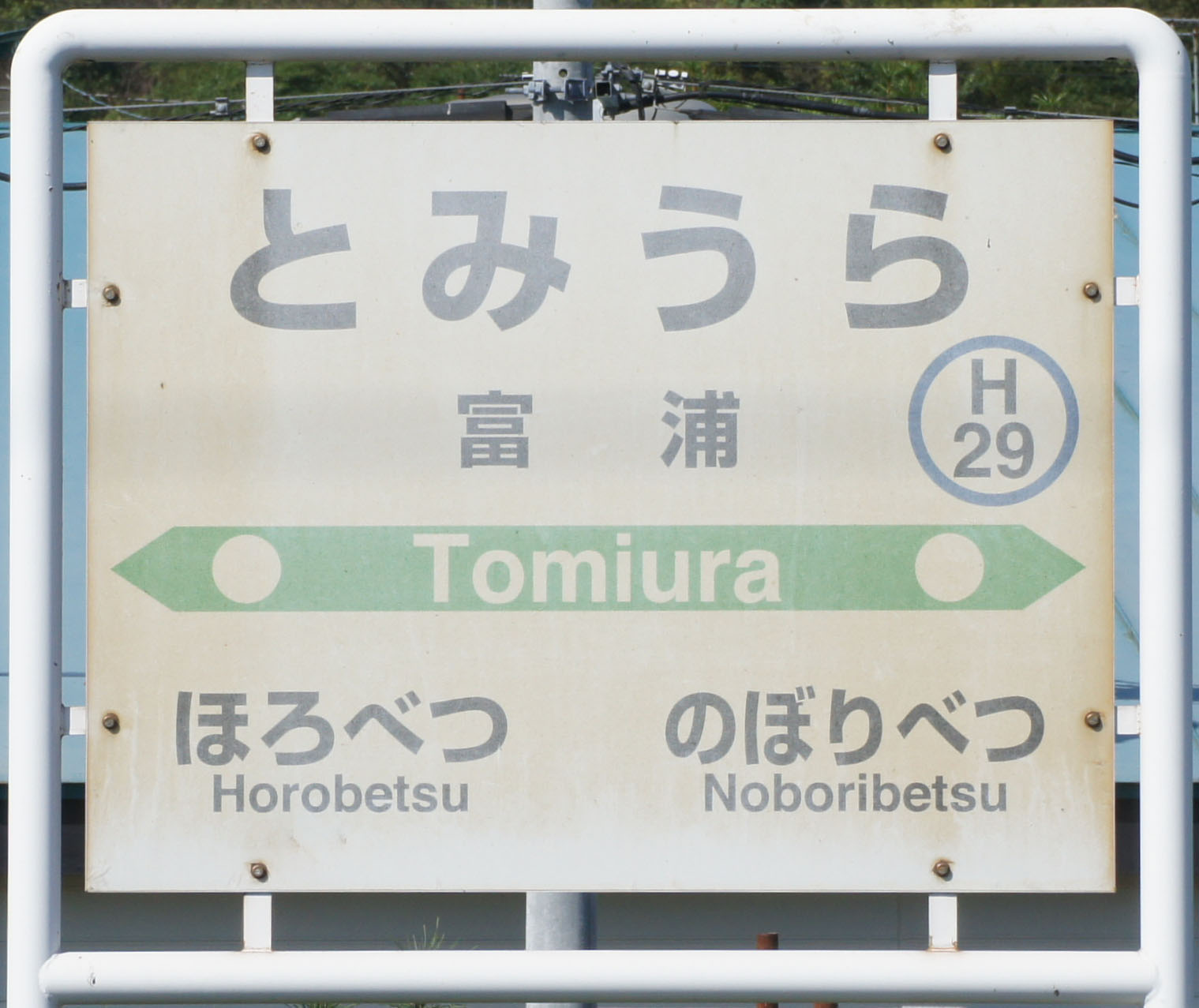
駅名標（2017年9月）

## 利用状況
乗車人員の推移は以下のとおり。年間の値のみ判明している年については、当該年度の日数で除した値を括弧書きで1日平均欄に示す。乗降人員のみが判明している場合は、1/2した値を括弧書きで記した。また、「JR調査」については、当該の年度を最終年とする過去5年間の各調査日における平均である。
| 年度               | 乗車人員 | 乗車人員 | 乗車人員     | 出典  | 備考 |
| 年度               | 年間     | 1日平均  | JR調査       | 出典  | 備考 |
| ------------------ | -------- | -------- | ------------ | ----- | ---- |
| 2020年（令和02年） |          |          | 「10名以上」 | [ 7 ] |      |
| 2021年（令和03年） |          |          | 「10名以下」 | [ 8 ] |      |
| 2022年（令和04年） |          |          | 「10名以下」 | [ 9 ] |      |

1日の平均乗降人員は以下の通りである。
| 乗降人員推移 | 乗降人員推移 |
| 年度         | 1日平均人数  |
| ------------ | ------------ |
| 2011         | 12           |
| 2012         | 12           |
| 2013         | 6            |
| 2014         | 8            |

## 駅周辺
- 北海道道701号登別港線
- いぶり中央漁業協同組合登別支所
- 蘭法華岬
- ポントコ山
- 道南バス「富浦駅前」停留所

## 隣の駅
北海道旅客鉄道（JR北海道）
■室蘭本線
幌別駅 (H30) - 富浦駅 (H29) - 登別駅 (H28)